# Molophilus difficilis
Molophilus difficilis là một loài ruồi trong họ Limoniidae. Chúng phân bố ở miền Australasia.